# Hugenották
Hugenották (Les huguenots) néven a franciaországi reformátusokat nevezték a 16. század közepétől kezdve. Az elnevezés kezdetben gúnynévnek számított, ők saját magukat réformés-nak (megreformált, református) vagy kálvinistáknak nevezték. A pápahű francia kormányzat többnyire religion prétendue réformée (RPR) azaz „állítólag megreformált vallás” néven hivatkozott rájuk. A francia forradalomtól kezdve protestánsoknak nevezik őket.
1670 körül a 16 millió francia közül mintegy 850 000 volt hugenotta. Közülük 1670 és 1720 között körülbelül 160 000-en menekültek külföldre; az üldöztetés teljes időszakára vonatkozóan (1545–1787) nincs általánosan elfogadott becslés. A befogadó országok közül néhány előjogokat biztosított nekik, máshol kompromisszumokat kellett kötniük, vagy csak megtűrtnek számítottak. A menekültek gazdasági és kulturális szempontból egyaránt hatottak a befogadó országokra. Leszármazottaik között nagy számban találhatóak híres emberek, többek között a holland, nagy-britanniai és porosz királyi házak ősei között is vannak hugenották és a Magyar Királyság területére is menekültek közülük.
Az amerikai elnökök közül bizonyíthatóan hugenották utódai nyolcan: George Washington, Ulysses S. Grant, Franklin D. Roosevelt, Theodore Roosevelt, William Howard Taft, Harry S. Truman, Gerald Ford és Lyndon B. Johnson. Ugyancsak hugenotta ősei voltak három alapító atyának: Alexander Hamiltonnak, John Jay-nek és Paul Revere-nek.

## A név eredete
Az első franciaországi protestánsok lutheránusok voltak, és religionnaires vagy christaudins néven voltak ismertek. Az 1560-as években meggyökeresedett hugenották elnevezés eredete mindmáig vitatott; ezzel kapcsolatban több eltérő elmélet is keletkezett.
Az egyik legelterjedtebb magyarázat szerint az elnevezés valószínűleg Genfben keletkezett, amikor a genfiek a savoyai hercegek ellen folytatott szabadságharcukban segítségül hívták a helvét szövetkezett kantonok, az Esküszövetség (Eidgenossenschaft) egyikét, a bernieket, akik már ekkor (1535) reformátusok voltak, és csak azzal a feltétellel mentek Genf segítségére, ha megengedik nekik az evangélium szabad prédikálását és a református istentisztelet tartását. A genfiek számára az Eidgenossen vagy másképp kiejtve Eygenots szó annyit is jelentett, mint református. Mivel később a reformáció franciaországi hívei szoros összeköttetésbe kerültek Kálvinnal és a genfiekkel – akik ekkorra már szintén tagjaivá lettek a helvét Eidgenossenschaftnak – ezért ellenségeik elnevezték őket hugenottáknak.
Más elmélet szerint a név alapja egy tours-i monda, amelyben egy Hugó (franciául Hugues) nevű fantomkirály éjszakánként az utcán suhan; mivel a reformátusok éjjel tartották gyűléseiket, ezért ragadt rájuk az huguenots gúnynév. Szintén tours-i eredetet feltételez az az elmélet is, mely szerint gyűléseiket a Hugó tours-i grófról elnevezett kapu mellett tartották.
Van olyan elmélet is, amely szerint a név a genfi politikai élet egyik ismert alakja, Hugues Bezanson nevéből származik.
A név legkorábbi ismert előfordulása egy 1551-es périgueux-i kéziratban található, amelyben képrombolókat illettek a gonosz hugenottafajzat titulussal. Az 1560. december – 1561 januárban megtartott orléans-i országos rendi gyűlésen Michel de L’Hospital kancellár az ország belső békéjének helyreállítására törekedve a következőket mondta: „Vessük ki elménkből ezeket az ördögi szavakat: lutheránusok, hugenották, pápisták. Ne változtassuk meg a „keresztény” nevet.” 1561-ben a kifejezés használatát betiltották, de a tiltás nem járt eredménnyel.

## Hitvallásuk
Az üldöztetések miatt a francia reformátusoknak eleinte nem sikerült állandó gyülekezeteket fenntartaniuk, így formálisan elfogadott hitvallásuk sem volt. Az egységes tanokat kezdetben Kálvin Institutio-ja jelentette, amely 1541-ben francia nyelven is megjelent. Az első szervezett gyülekezetek 1555–1556-ban alakultak meg Párizsban és Lyonban. Az egyházközségeket a presbitériumok vezették, amelyeket a területi, a tartományi, illetve az országos zsinat fogott össze.
Első nemzeti zsinatukat 1559. május 25–29. között tartották Párizsban, amikor a lutheri iránytól teljes mértékben a genfi reformációhoz csatlakoztak. A Kálvin egyik tanítványa, Antoine de la Roche-Chandieau által fogalmazott hitvallást (Confessio Gallicana) fogadták el, az isteni tiszteletet, egyházfegyelmet és szervezetet illetőleg teljesen Kálvin szigorú puritán és presbiteriális elveit vették át. A hitvallást, amelynek teljes címe Confession de foy faicte d'un commun accord par les églises qui sont dispersées en France („A Franciaországban szétszórt egyházak közmegegyezése alapján készült hitvallás”), 1560-ban beterjesztették II. Ferenc királynak, majd 1561-ben IX. Károlynak. Az 1571-es La Rochelle-i zsinat megerősítette ezt a hitvallást, és ezt használták utóbb a Franciaországon kívüli hugenotta gyülekezetek is.
A Confessio Gallicana negyven tétel formájában ugyanazt a teológiai tartalmat foglalja össze, amelyet Kálvin az Institutio 1559-es (utolsó) kiadásában részletesen is kifejtett.

## Történetük

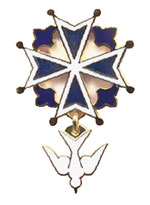
Hugenotta kereszt

### A kezdetek
Luther vallási reformtanai már az 1520-as években ismertek lettek Franciaországban, ahol a valdensek Luther előtt már több mint kétszáz évvel részben hasonló szellemben és irányban működtek, mint a 16. század reformátorai. A református propaganda elsősorban az írástudó társadalmi rétegek, azaz a kézművesek, jogászok, orvosok, tanárok, kereskedők, városban lakó nemesek és polgárok között terjedt. Az országban már létező újító, humanista mozgalom, többek között Erasmus és Rabelais sok példányban terjedő művei, valamint Jacques Lefèvre d’Étaples bibliafordítása által bizonyos értelemben előkészítették az utat a reformáció számára.
A király, I. Ferenc (1515–1547) humanista műveltségével – és testvére, Navarrai Margit befolyása következtében – néha hajlott ugyan a reformáció felé, például 1523-ban Párizs püspökévé a humanista beállítottságú Jean du Bellay bíborost, Rabelais barátját nevezte ki, de legtöbbször részint vallásos nevelése, politikai érdekei és a Szentszékkel való szövetsége miatt eltűrte a reformáció híveinek erőszakos zaklattatását. Uralkodásának utolsó éveiben – először az 1534-es úgynevezett kiáltványügy miatt, majd az 1538-as nizzai fegyverszünet következtében – sokkal keményebb politikát folytatott a hugenottákkal szemben. 1539-es ediktumában máglyahalállal fenyegette azon protestánsokat, akik nem térnek vissza a katolikus hitre, és azzal is igyekezett katolikus igazhitűségét bizonyítani, hogy 1547-ben egy eretneküldöző törvényszéket állított fel, ez volt az úgynevezett Chambre ardente. A reformáció fontos személyiségei a szomszédos országokba menekültek, és onnan támogatták hazájuk vallási mozgalmait. A Svájcból becsempészett vallási irodalom – Farel és Kálvin művei – jelentős segítséget jelentett az új tanok terjedésében.
I. Ferenc utóda, II. Henrik (1547–1559) uralkodása alatt – bár az üldözések egyre fokozódtak és az ellenreformáció élére oly férfiak álltak, mint Anne de Montmorency herceg, Charles de Guise reimsi bíboros érsek (1524–1574), valamint testvére, a hadvezér François – a religionnaires száma 1558-ra már négyszázezerre emelkedett. A hugenották élén Bourbon Antal, Vendôme hercege, III. Johanna navarrai királynő férje és I. Louis de Bourbon-Condé, valamint a harcedzett II. Gaspard de Coligny admirális állt.
II. Ferenc rövid uralkodása alatt (1559–1560) a két Guise herceg vezette az ország kormányát. Szigorú rendeletek jelentek meg az eretnekek ellen. Eszerint amelyik házban református vallási összejöveteleket tartanak, az lerombolandó, az összejövetelen résztvevők halállal büntetendők. Amikor a Guise-ek hatalmának megtörésére szervezett Amboise-i összeesküvést felfedezték, tömegesen végeztek ki hugenottákat.

### A reformáció elterjedése
Az összlakossághoz képest a hugenották aránya nem volt magas: virágzásuk az 1560-as évek elejére tehető, ekkor mintegy 1,8–2 millióan éltek Franciaországban, ami az akkori lakosság 10–13%-ának felelt meg. Társadalmilag azonban a számarányuknál sokkal jelentősebb hatást fejtettek ki, mivel a nemesség 50%-a, a városi polgárság 30%-a csatlakozott a kálvinizmushoz. A parasztság elég kis mértékben vált reformátussá, egyrészt a lelkészek és prédikátorok kis száma miatt, másrészt azért, mert a nemesség java része nem a birtokán élt, így a katolikus egyház jobban meg tudta tartani a híveit.
Földrajzilag a hugenották nagy számban a déli (Lyonnais, Alsó-Dauphiné, Alsó-Languedoc, Vivarais, Cévennes, Béarn) és nyugati (Guyenne, Saintonge, Aunis, Poitou) tartományokban éltek. Vallási-szellemi központjuknak számított Párizs, Nîmes, Montpellier, Meaux, Orléans, Lyon, Montauban és La Rochelle.

### Vallásháborúk

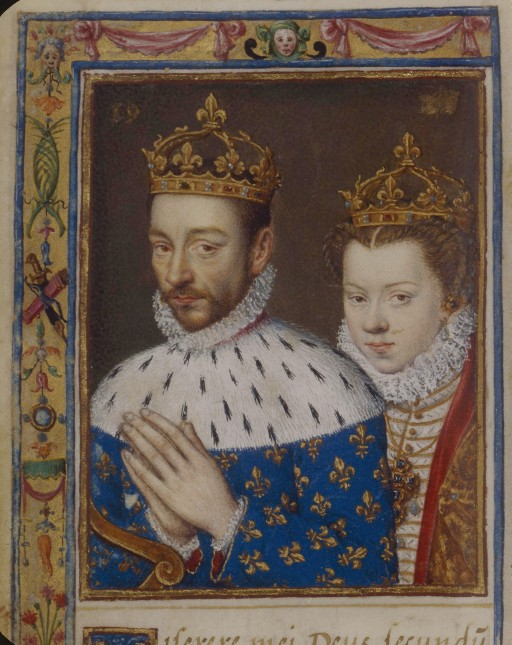
IX. Károly és felesége Ausztriai Erzsébet francia királyné, miniatúra Medici Katalin imakönyvéből

Szent Bertalan-éj, François Dubois festménye

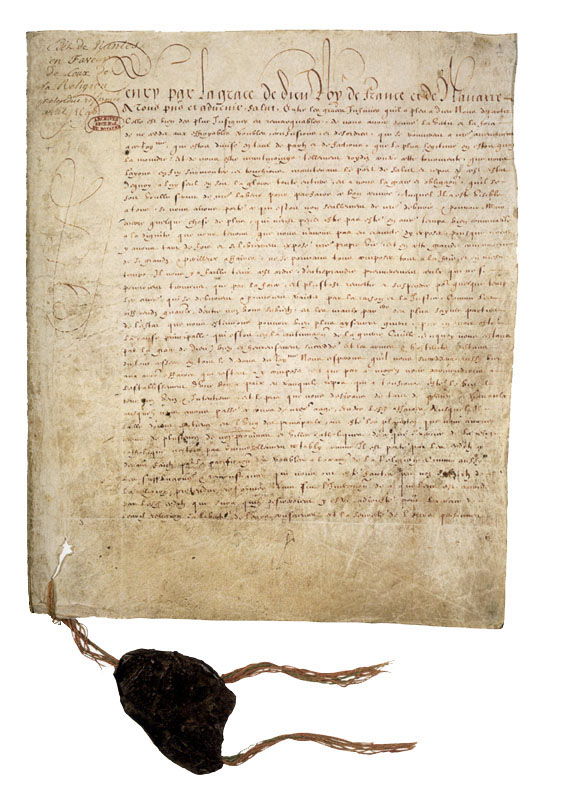
A nantes-i ediktum

IX. Károly trónra lépésekor (1560–1574) az uralomvágyó anyakirályné, Medici Katalin a Guise-ektől meg akart szabadulni és a hugenották felé fordult. Főként kancellárja tanácsára kedvezményeket nyújtott nekik, így például megengedte, hogy Poissyban 1561. szeptember 9. és október 13. között zsinatot tartsanak. Itt többek közt megjelent Théodore de Bèze, Pietro Vermigli, és néhány németországi lutheránus teológus is. A zsinat eredménye a januári vagy saint-germaini ediktum lett, mely a városok falain kívül a hugenottáknak szabad vallásgyakorlást biztosított. 1561-ben Coligny admirális 2150-re becsülte az országban működő református gyülekezetek számát.
1562. március 1-jén azonban François de Guise Wassy városkában több hugenottát lemészároltatott. Ez jeladásul szolgált az első vallásháborúra, melyet az amboise-i béke zárt le. A béke néhány város, többek között Párizs kivételével szabad vallásgyakorlatot biztosított. A második vallásháborút a longjumeau-i béke zárta le, mely főbb vonásokban a januári ediktum pontjait elevenítette fel (1568). Néhány hónap múlva kitört a harmadik háború. Az ezt lezáró saint-germain-i béke (1570) majdnem teljes vallásszabadságot adott a hugenottáknak, és ennek biztosítására több várat adott birtokukba, például La Rochelle-t.
Hogy az örökös belháborúknak véget vessenek és a békét megszilárdítsák, a királyi udvar felajánlotta Navarrai Henriknek (Bourbon Antal fia, Navarra királya, és egyben a hugenották vezére) IX. Károly nővére, Valois Margit királyi hercegnő kezét. Az esküvő napját (1572 májusa) a vőlegény anyjának, III. Johannának hirtelen halála – valószínűleg kesztyűvel történt megmérgezése – miatt augusztus 18-ára halasztották. A lakodalmi ünnepség hatodik éjjelén, Szent Bertalan napjára virradóra (augusztus 23–24.) megkezdődött Párizsban, majd szerte egész Franciaországban a hugenották lemészárlása, melyet a történetírás Szent Bertalan éjszakájának nevez. Ekkor és a következő négy hétben kb. 3000–10 000 embert gyilkoltak meg Párizsban és még 21–25 000-et a tartományokban. A hugenották, nagy veszteségeik ellenére, ismét fegyvert fogtak vallásuk védelmére, és az 1573-ban megkötött boulogne-i békével ismét biztosították maguknak azt a jogot, hogy egyes városokban szabadon gyakorolhassák vallásukat.
III. Henrik uralkodása alatt (1574–1589) még öt újabb vallásháború dúlta az országot, és a belháborúk során a katolikusok szövetségét vezető ifjabb Guise-ek (François három fia: I. Henri, Guise hercege, Charles, Mayenne hercege és Louis reimsi érsek) oly nagy hatalomra tettek szert, hogy maga a király is elnyomatva érezte magát általuk. Ezért a bíborost és Guise hercegét meggyilkoltatta, és Navarrai Henrikhez közeledett, aki a párizsi vérfürdő alkalmával a katolikus egyházba való áttéréssel mentette meg életét, de később ismét visszatért a hugenottákhoz és élükre állt. Ezen események következtében a király is orgyilkosság áldozata lett, és 1589-ben IV. (Navarrai) Henrik – és általa a Bourbon-család – ült a királyi székbe, miután a még négy évig folyó belháborúban több fényes győzelmet aratott a II. Fülöp spanyol király támogatta katolikusok felett. Miután újból áttért a katolikus hitre („Párizs megér egy misét.”), az 1598-as nantes-i ediktum kibocsátásával a hugenottáknak – Párizs és más négy nagyobb város kivételével – az egész országban szabad vallásgyakorlatot, hivatalviselési jogot biztosított, valamint meghagyta kezükön az addig birtokolt várakat és erődöket.

### A 17. század
A IV. Henriket követő XIII. Lajos uralma alatt (1610–1643) ismét válságosra fordult a hugenották helyzete. A főminiszteri székben ténykedő Richelieu bíboros váraikat elfoglalta és politikai hatalmukat megtörte. Bár a nantes-i rendelkezéseket megerősítő nîmes-i ediktumot (1629) XIII. Lajos kiadta részükre, XIV. Lajos hosszú uralkodása alatt (1643–1715) végül minden joguktól megfosztották őket. 1656 és 1685 között kb. kétszáz általános és helyi rendelet jelent meg, amelyekben megtiltották a prédikálást (1656), a kerületi zsinatokat (1657), a zsoltáréneklést (1659), a nemzeti zsinatokat (1660); büntetést szabtak ki a református vallásba való visszaeső áttérőkre (1661), eltörölték a katolikussá válók adósságait a hugenottákkal szemben (1663), érvénytelenítették a hugenották mesterleveleit (1664), engedélyt kellett kérniük az ország elhagyásához (1669), maximálták az esküvőkön és keresztelőkön résztvevők számát (1670), pénzzel jutalmazták a katolicizmusra áttérőket és három év fizetési halasztást adtak nekik katolikusoknak való tartozás esetén (1676). A hugenotta könyvkereskedőket, nyomdászokat, ügyvédeket, gyógyszerészeket, orvosokat és bábaasszonyokat eltiltották foglalkozásuk gyakorlásától.
XIV. Lajos fontainebleau-i rendeletével 1685. október 18-án eltörölte a nagyapja által „örök érvényű”-ként kihirdetett nantes-i ediktumot és minden olyan törvényt, ediktumot, nyilatkozatot és rendeletet, amely a hugenották javára szólt, azzal az indoklással, hogy azok eleve a hugenották békés megtérítését szolgálták, és hogy már nincsenek hugenották az országban. A protestánsokhoz beszállásolt dragonyosok erőszakoskodásai, a börtönök s kegyetlenkedések több tízezer hugenottát áttérítettek a katolikus egyházba, még többet – mintegy 160 000 főt – Svájcba, Brandenburgba, Angliába való kivándorlásra kényszerítettek (noha ezt a rendelet kifejezetten tiltotta). Mások, az úgynevezett camisard-ok, a Cévennek hegyei között évtizedeken át fanatikus harcot vívtak hitükért. A 18. században már csak titokban, erdőkben, barlangokban, pusztákban gyakorolhatták a hugenották vallásukat; a bujdosó lelkészek – akiket elfogtak – halállal lakoltak.
A nantes-i ediktum hatályon kívül helyezésétől (1685) 1787-ig mintegy 11 000 embert ítéltek vallási okokból börtönbüntetésre, gályarabságra vagy halálra.

### Kivándorlás

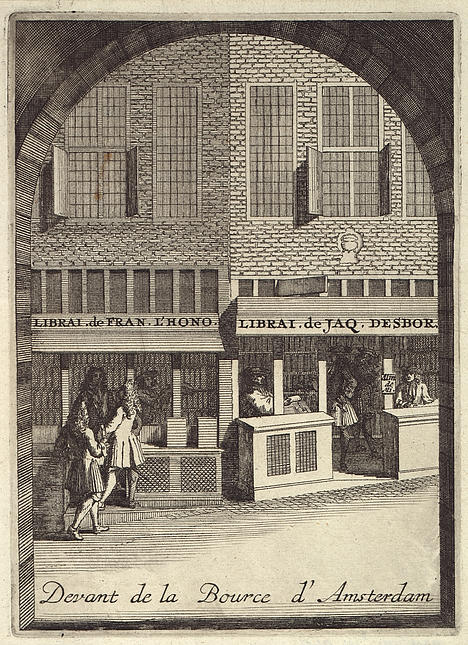
Hugenotta könyvkereskedés Amszterdamban

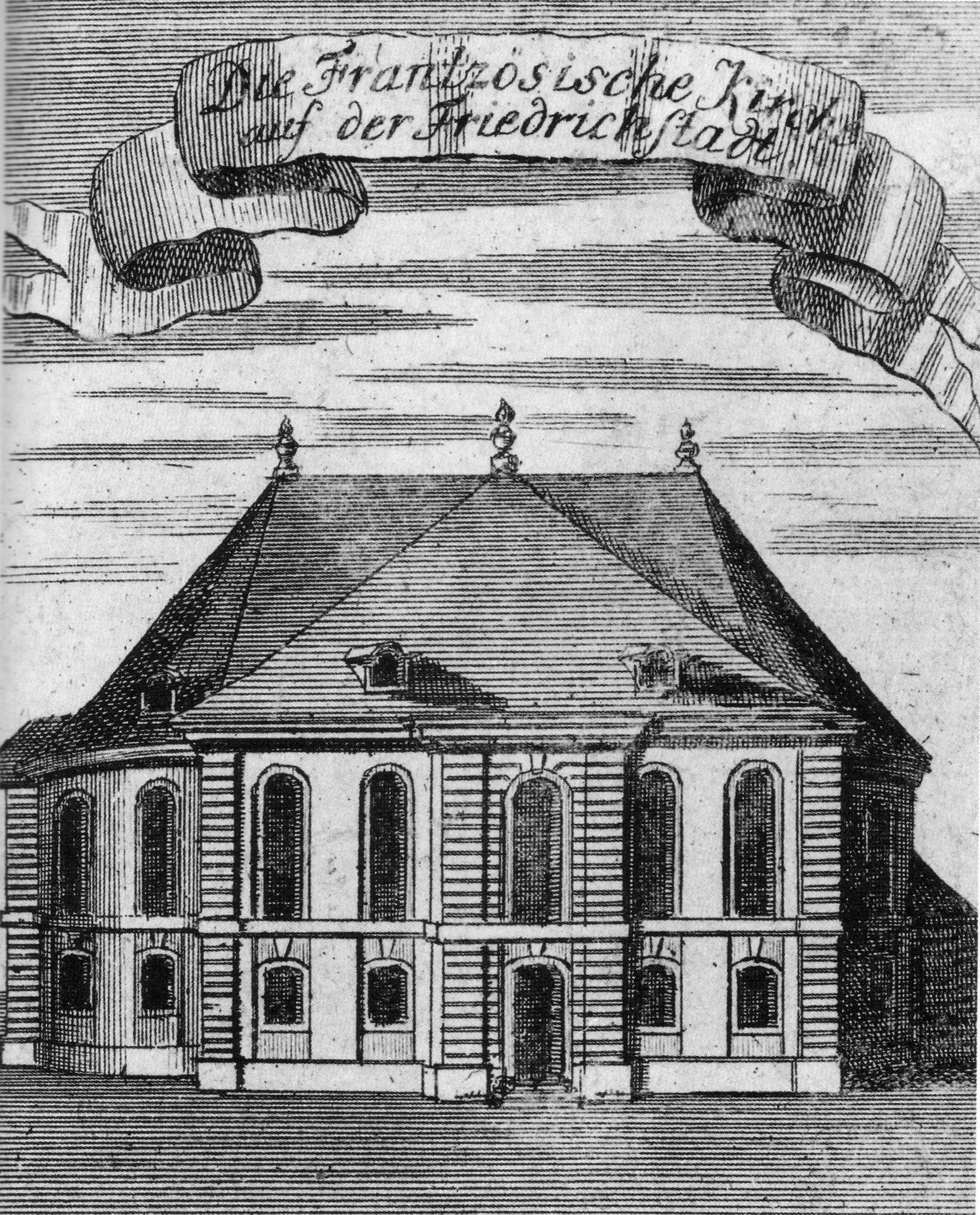
Az első francia templom a berlini Gendarmenmarkton

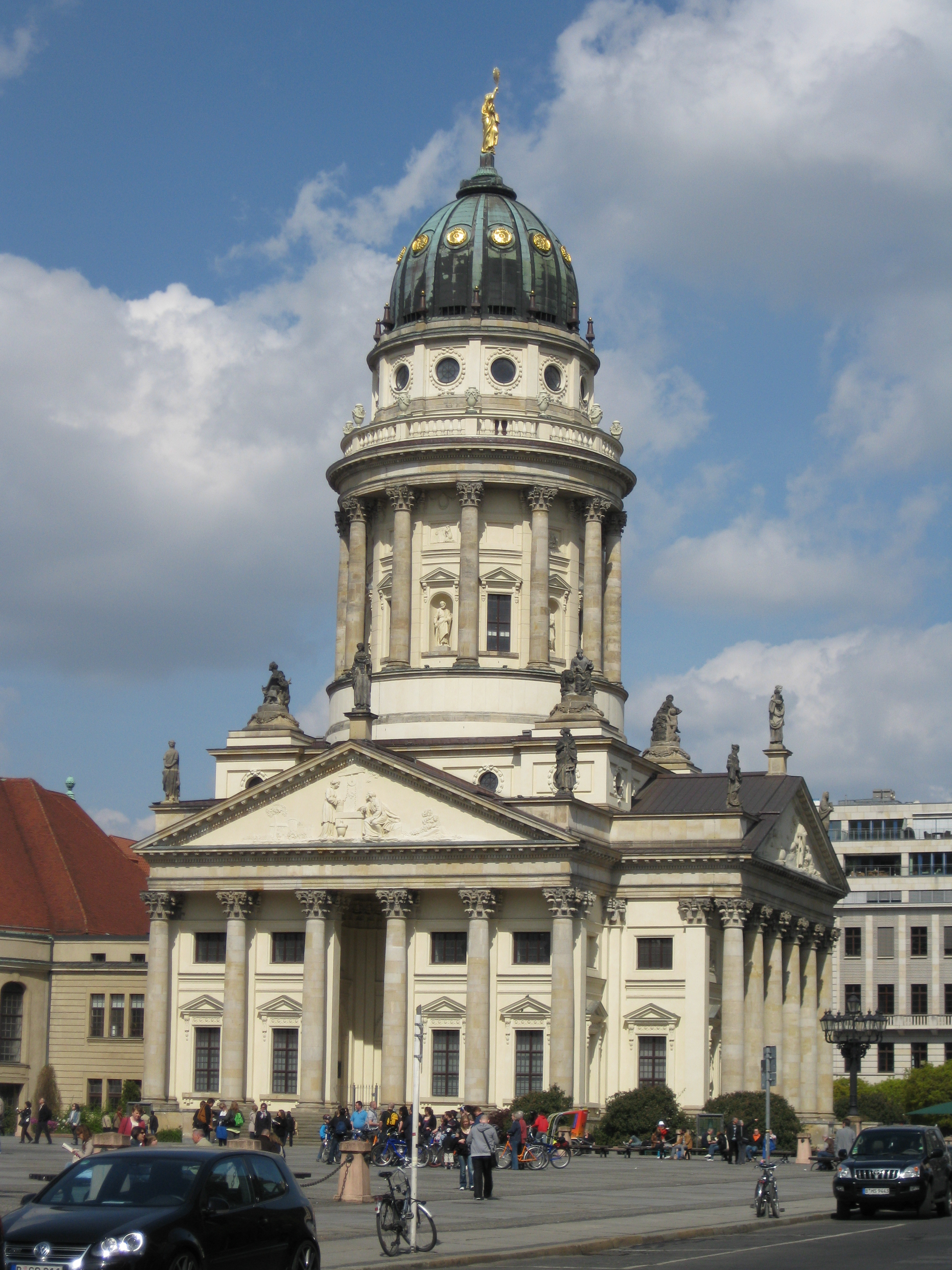
A mai Französischer Dom a berlini Gendarmenmarkton

Az első hugenották 1525-ben hagyták el Franciaországot, jellemzően Strassburg és Genf irányába. II. Henrik uralkodása alatt a menekültek száma megnövekedett, a célországok Anglia, a Német-római Birodalom nyugati határvidéke, Svájc nyugati része, illetve Németalföld északi tartományai voltak. A nantes-i ediktum hatályon kívül helyezését követő időszakban a kivándorlási tilalom ellenére újabb menekülthullám következett, de a rijswijki béke 1697-es megkötéséig a kivándorlást csak ideiglenes állapotnak tekintették. Mivel a béke feltételei kizárták azt, hogy református vallásukat megtartva visszatérhessenek az országba, a letelepedés végleges jelleget öltött. 1690-től kezdve már csak a német tartományokban fogadták be őket, mert a többi ország nem kívánta a népesség további gyarapodását.
1670-ben Franciaország 16 millió lakosának mintegy 5%-a volt hugenotta, közülük 1670 és 1720 között kb. 160 000 fő menekült el. A hugenották üldözésének teljes időszakára vonatkozóan nincs általánosan elfogadott becslés, különböző források 300–400 000 közé teszik a menekültek számát.
| Befogadó ország       | Menekültek száma 1670–1720 között |
| --------------------- | --------------------------------- |
| Hollandia             | 50 000                            |
| Anglia                | 40 000                            |
| Német-római Birodalom | 40 000                            |
| Svájc                 | 20 000                            |
| Írország              | 5 000                             |
| Észak-Amerika         | 2 800                             |
| Dánia és Svédország   | 1 500                             |
| Skócia                | 400                               |
| Oroszország           | 300                               |
| Dél-Afrika            | 200                               |

Aprócska csoportok, illetve néhány család Európa más államaiban is keresett menedéket. Vannak adatok arra vonatkozólag, hogy Magyarországon is keresett menedéket néhány hugenotta.
A befogadó országok különböző előjogokat adtak a hugenottáknak, akiktől a gazdaság fellendülését és a francia kultúra terjesztését remélték. A legfontosabb a szabad vallásgyakorláshoz való jog volt, de engedélyt kaptak saját települések, iskolák, kórházak alapítására, nyelvük használatára, ideiglenes felmentést kaptak bizonyos adók és dézsmák alól, engedélyt meghatározott termékek előállításának monopóliumára. A befogadásnál fontos szempont volt az is, hogy a 17. század második felétől kezdve a nemzetközi diplomácia és a tudósok közös nyelve a francia lett. Kivételt jelentett ebből a szempontból a szintén református Svájc, ahol gazdasági okok miatt korlátozták vagy elutasították a hugenották letelepedését.
A 17–18. század fordulóján a legfontosabb német befogadó terület Brandenburg-Poroszország lett, a német területekre áttelepült hugenották mintegy 40%-a itt talált otthont. 1685. október 29-én, azaz három héttel a nantes-i ediktum hatályon kívül helyezése után, Frigyes Vilmos brandenburgi választófejedelem kiadta a potsdami ediktumot, amelyben különböző kiváltságokkal letelepedésre csábította őket. A hugenottáknak biztosították a polgárjogot, az iparűzés jogát, szabad vallásgyakorlást; ezenkívül hiteleket, ingyenes építőanyagot és hat-tíz évi adómentességet kaptak. A kedvezmények hatására mintegy 90 új település és 50 francia kolónia jött létre. A hugenották a gazdaság, társadalom, kultúra és tudomány területén egyaránt fontos pozitív hatást gyakoroltak Brandenbrug-Poroszország, azon belül Berlin fejlődésére. Berlinben Dorotheenstadt, Friedrichstadt és Friedrichswerder francia városrészek voltak. A templomok és elemi iskolák mellett több szociális intézményt is építettek: kórházat, idősek otthonát, szegényházat, árvaházat, menekülteket befogadó házat.
Ha kisebb mértékben is, a kivándorlás Európán kívül más földrészekre is kiterjedt: Fokföldre Hollandiából kerültek, a már ott élő holland református telepesek meghívására, az amerikai kontinensre pedig részben a Coligny admirális által kezdeményezett kifejezetten a menedékteremtésre irányuló expedíciók során (1562–1572), részben pedig a már létező angol és holland protestáns településekhez kapcsolódva.
A hugenották magukkal vitték a textilipar technikai újdonságait, például a Német-római Birodalomban ők vezették be a mechanikus harisnyakötő gépet, és ők terjesztették el a kékfestést Európában. A gazdaság fellendüléséhez az is hozzájárult, hogy import nélkül elégítették ki a luxuscikkek iránti növekvő keresletet, Angliában például nagyon keresettek voltak az általuk készített arany és ezüst ékszerek, üvegáruk, porcelántermékek és precíziós műszerek. A luxuscikkek előállítása területén az egyik legismertebb az Oroszországban letelepedett Fabergé család, akiknek a nevét mindmáig őrzi az eredetileg húsvéti meglepetésként készített Fabergé-tojás. Skóciában addig ismeretlen zöldség- és virágfajtákat honosítottak meg, de a hugenották vetették meg a skóciai lentermesztés alapjait is.
A menekültek egy része új hazájában állami, illetve udvari szolgálatba lépett, egyes helyeken a katonaságnál külön hugenotta ezredek alakultak. Brandenburg-Poroszország hadseregében például mintegy 600 hugenotta tiszt és 2–3000 altiszt szolgált.
Az idő múlásával a hugenották utódai beolvadtak a környezetükbe, a francia nyelv ismerete eltűnt, a francia református gyülekezetek megszűntek vagy egyesültek a helyi protestáns gyülekezetekkel, a különálló kolóniákat a 19. század elején felszámolták. Németországban az első világháború előttig még tartottak ugyan francia nyelvű istentiszteleteket, de csak külön kérésre.

### Az üldöztetés vége
1787-ben az új szabadságeszmék elterjedésének hatására XVI. Lajos kiadott egy rendeletet, amely szerint a nem katolikus alattvalók is megkapták a polgári jogi elismerést (état civil), de ez még nem járt együtt a szabad vallásgyakorlás jogával, amit csak a francia forradalom hozott meg. Egy 1790-ben született rendelet szerint a vallási menekültek vagyonát vissza kellett juttatni az utódoknak. A hugenották külföldön élő leszármazottai visszakaphatták a francia állampolgárságot, amennyiben visszatértek az országba, de ezzel a lehetőséggel kevesen éltek.
1801-ben a katolicizmus Franciaországban megszűnt államvallásnak lenni. 1802-ben Napóleon a református egyházat alárendelte az államnak, a prédikátorokat az állam fizette, zsinatok tartását azonban nem engedélyezték. A 19. században a reformáltak ismét beilleszkedtek a társadalmi életbe, ugyanakkor a nagyvárosokba költözés a hagyományos református gyülekezetek elsorvadását jelentette. 1905-ben az állam és az egyház szétválasztásával a vallási hovatartozás magánüggyé vált. 1909-ben megalakult Franciaország protestáns egyházszövetsége, a Fédération protestante de France (FPF). 1938-ban több református irányzat egyesült Église réformée de France (ERF) néven, ehhez csatlakoztak a metodisták is.

## Örökségük
A külföldre menekült hugenották a gazdaságilag fejlettebb Franciaország kultúráját vitték magukkal, jelentősen gazdagítva a befogadó országok szellemi és gazdasági életét. Mivel jellemzően a városi, szakképzettebb rétegek vándoroltak ki, sok országban hozzájárultak az ipar és a szolgáltatások fejlődéséhez. A Német-római Birodalom több városában (Berlin, Magdeburg, Halle, Halberstadt, Potsdam) például úgynevezett Adresshausokat állítottak fel, amelyek tőzsdei, banki, zálogházi, aukciós házi feladatkört láttak el, de alkuszirodaként és munkaerő-közvetítőként is működtek.
Neves hugenották illetve leszármazottak:
- Németország: Franz Carl Achard, a répacukor előállításának úttörője, Daniel Nikolaus Chodowiecki festő, Guillaume René de l’Homme de Courbière marsall, Ludwig Devrient színész, Tilla Durieux színésznő, Theodor Fontane író, Friedrich de la Motte Fouqué író, Adolf Galland vadászrepülő és ászpilóta, a világháborús német haderő legfiatalabb tábornoka, Alexander von Humboldt természettudós és utazó, Wilhelm von Humboldt nyelvész, esztéta és államférfi, Lothar de Maizière, az NDK utolsó miniszterelnöke, Helmuth von Moltke hadvezér, Denis Papin fizikus, Lothar von Arnauld de la Perière minden idők legeredményesebb tengeralattjáró-kapitánya, Anton Philipp Reclam könyvkiadó.[35]
- Svájc: Jakob, Johann és Daniel Bernoulli matematikusok, Jean-Étienne Liotard festő, Jean-Jacques Rousseau filozófus, Philippe Suchard(wd) csokoládégyáros.[36]
- Anglia: Pierre Chamberlen, a szülészeti fogó feltalálója, David Garrick és Laurence Olivier színészek, a Portal család, amely 1724 óta szállítja az angol banknak a papírpénzek előállításához szükséges papírt, Louis-François Roubilliac szobrász.[37]
- Írország: Louis Crommelin, a Dublin Bank alapítója.[38]
- Oroszország: Carl Fabergé ékszerész.[39]
- Dél-Afrika: Pieter Cronje tábornok.[40]
- Amerikai Egyesült Államok: az amerikai elnökök közül nyolcan bizonyíthatóan hugenották utódai: George Washington, Ulysses S. Grant, Franklin D. Roosevelt, Theodore Roosevelt, William Howard Taft, Harry S. Truman, Gerald Ford és Lyndon B. Johnson, és szintén hugenotta ősei voltak három alapító atyának: Alexander Hamilton, John Jay és Paul Revere.[41]

Napjainkban számos intézmény és szervezet foglalkozik a hugenotta hagyományok feltárásával és megőrzésével. Kapcsolatot tartanak a hajdani származási helyekkel, szakfolyóiratokat adnak ki, konferenciákat szerveznek, családkutatással foglalkoznak és múzeumokat tartanak fenn. Párizsban háromévente hugenotta világtalálkozót szerveznek.

### Internetes anyagok
- Deutsche Hugenotten-Gesellschaft e.V. (német nyelven). (Hozzáférés: 2009. szeptember 19.)
- Deutsches Hugenotten-Museum Bad Karlshafen (német nyelven). (Hozzáférés: 2009. szeptember 19.)
- Huguenots de France et d'ailleurs. Le site portail de la généalogie protestante en France (francia nyelven). [2009. szeptember 6-i dátummal az eredetiből archiválva]. (Hozzáférés: 2009. szeptember 19.)
- The Huguenot Society of America (angol nyelven). [2009. augusztus 7-i dátummal az eredetiből archiválva]. (Hozzáférés: 2009. szeptember 19.)
- The Huguenot Society of Great Britain and Ireland (angol nyelven). [2009. szeptember 18-i dátummal az eredetiből archiválva]. (Hozzáférés: 2009. szeptember 19.)

### Nyomtatott kiadványok
- Jász Dezső: Hugenották. Budapest: Magvető. 1974.
- Nemes István:  Háborúk és békék: A hugenották mozgalmai a 16. századi Franciaországban.  Keresztény Szó,  X. évf.  3. sz. (1999)  arch Hozzáférés: 2009. szeptember 13.
- Szász Géza:  A francia állam és a protestánsok a 17. században – tűréstől tiltásig.  Aetas,  XV. évf.  1–2. sz. (2000)
- La Rochelle-i hitvallás. Ford., előszó Visky S. Béla. Kolozsvár: Koinónia. 2000.  = Confessiones reformatorum,  ISBN 973-8022-10-x
- Daniel Benoit: Marie Durand: A constance-i torony foglya, 1730–1768. Családja és fogolytársai. Ford. Ágoston György. Budapest–Herceghalom: Spalding Alapítvány. 2008.  ISBN 978-963-88160-0-9
- Samuel Bastide: Pusztai prédikátorok: Képek a hugenották életéből. Demecser: Titus Hitéleti Alapítvány. 2010.
- Michel Feretti: A hugenotta fanatizmus áldozatai a XVI. századi Franciaországban. Ford. Karner András. Pomáz: Kráter. 2021.  ISBN 978-963-298-260-1